# Freddie (seriál)
Freddie je americký komediální seriál vytvořený Freddiem Prinzem Jr., který v něm zároveň ztvárnil i hlavní roli. Vysílala ho v letech 2005–2006 ABC, v Česku byl uveden TV Prima. Seriál je částečně založen na životě Freddieho Prinze Jr., který vyrůstal v domě plném žen.
Hlavní hrdina Freddie je šéf chicagské restaurace a na začátku seriálu poskytne ve svém bytě útočiště své sestře, neteři, babičce a švagrové, jež nemají kam jít. V protějším bytě bydlí Freddieho nejlepší přítel Chris.